# روي فينك
روي فينك هو لاعب كرة قدم إسرائيلي، ولد في 9 مايو 1977 في إسرائيل. لعب مع Hapoel Ramat Gan Givatayim F.C. ‏.